# Access All Areas: A Rock & Roll Odyssey
Access All Areas: A Rock & Roll Odyssey è un documentario dei Bon Jovi, basato sul loro tour di successo New Jersey Syndicate Tour, svoltosi tra il 1988 e il 1990. La registrazione contiene estratti di alcune esibizioni dal vivo del gruppo, interviste, e vari dietro le quinte. Access All Areas: A Rock & Roll Odyssey fu messa in vendita anche in formato doppia VHS insieme alla raccolta New Jersey: The Videos.

## Formazione
- Jon Bon Jovi - voce, chitarra
- Richie Sambora - chitarra solista, voce
- David Bryan - tastiere, seconda voce
- Alec John Such - basso, seconda voce
- Tico Torres - batteria